# 小行星8390
小行星8390（英語：8390）是一颗围绕太阳公转的小行星。1993年3月19日，烏普薩拉－ESO小行星及彗星巡天在拉西拉天文台发现了此天体。
这颗小行星的绝对星等为57.63929676066045等。